# Arco da Paz

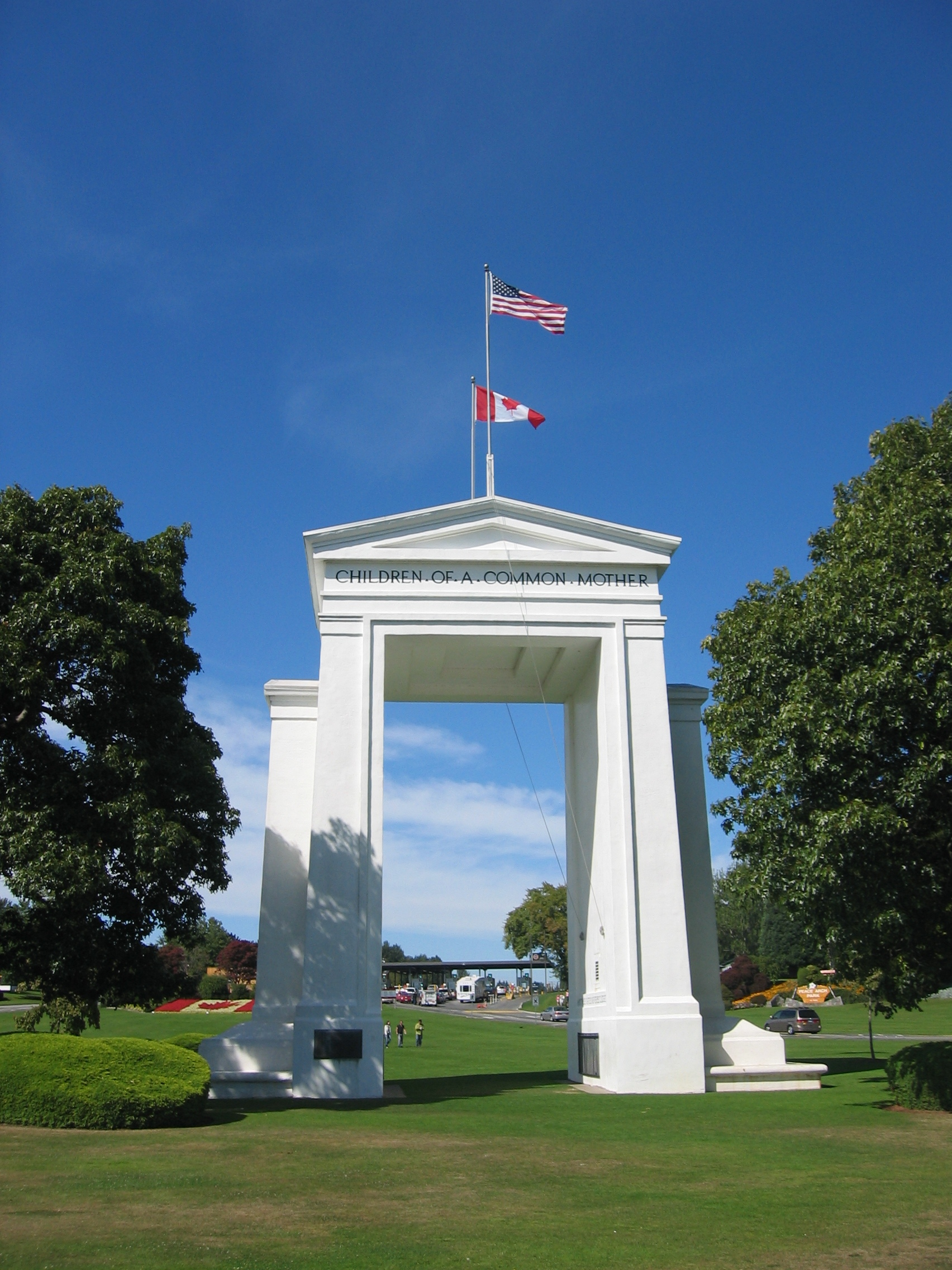
O arco da paz, visto do lado dos Estados Unidos

O Arco da Paz (em inglês:  Peace Arch) é um monumento situado precisamente sobre a fronteira Canadá-Estados Unidos, entre as comunidades de Blaine (Washington) e Surrey (Colúmbia Britânica). Tem a forma de um arco triunfal com 20,5 m de altura. Foi construído por Samuel Hill, sendo inaugurado em Setembro de 1921 como comemoração da assinatura do Tratado de Gante em 24 de Dezembro de 1814.
Faz parte do Registro Nacional de Lugares Históricos dos Estados Unidos desde 1996.

## Galeria

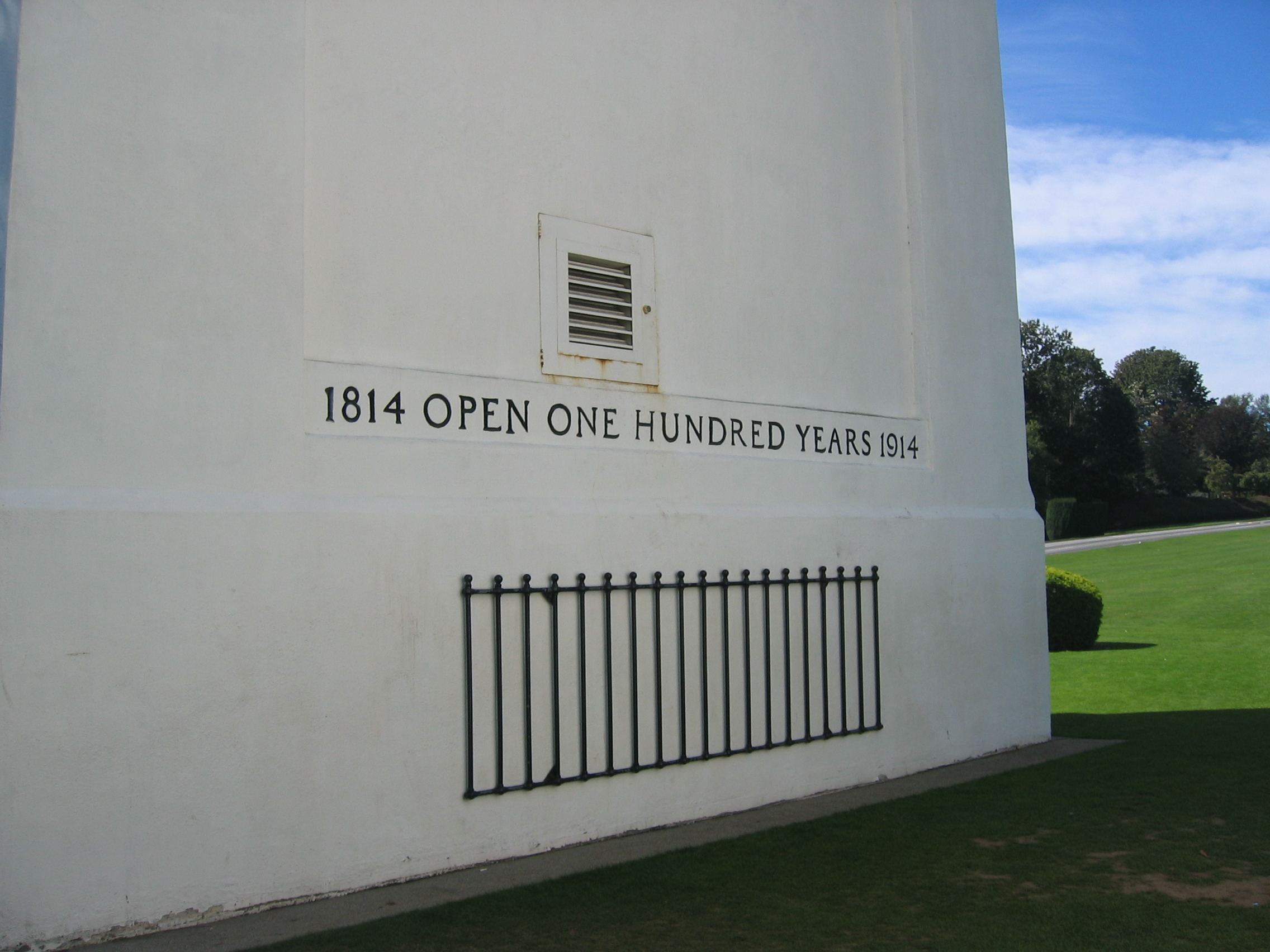
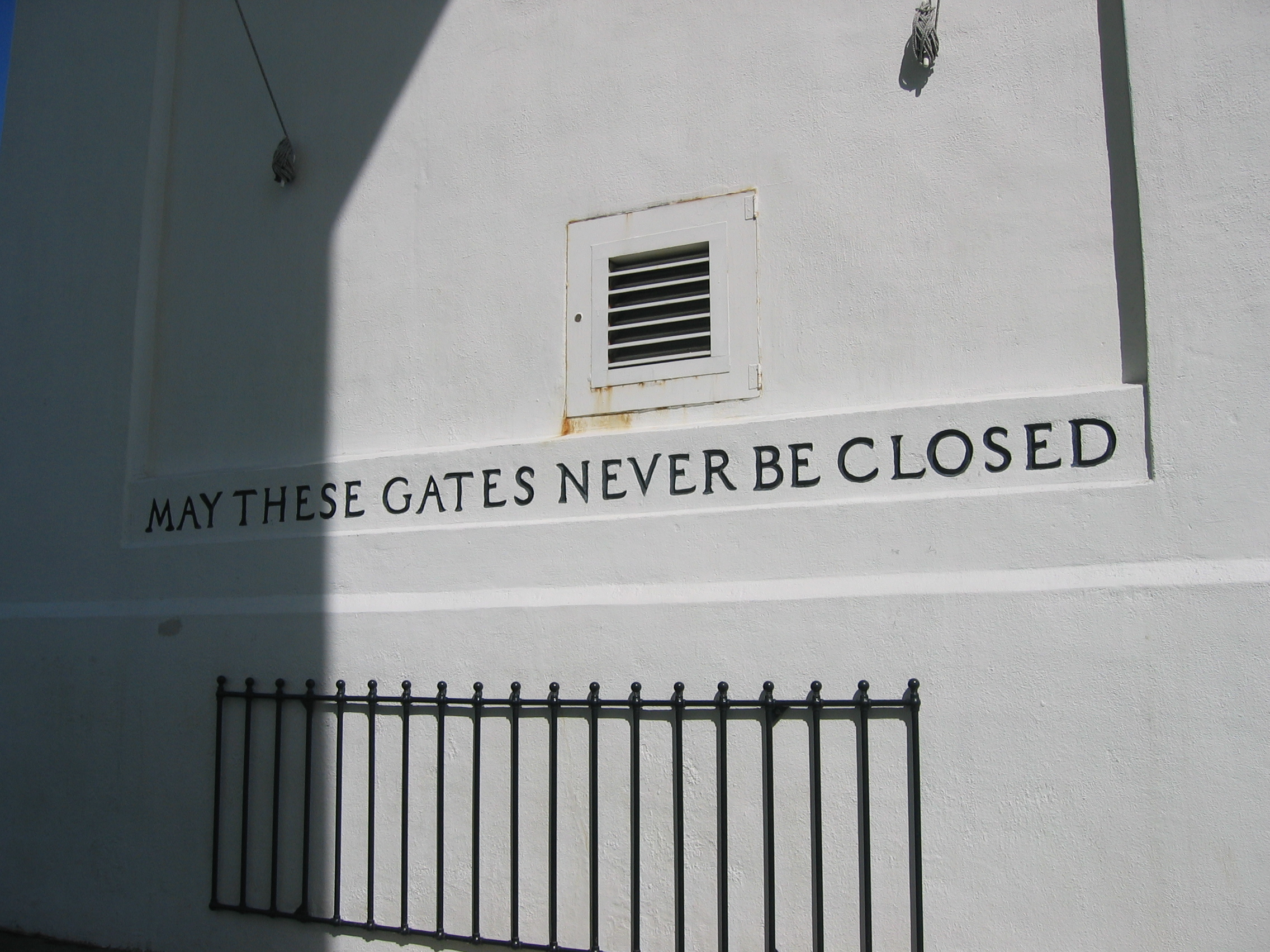
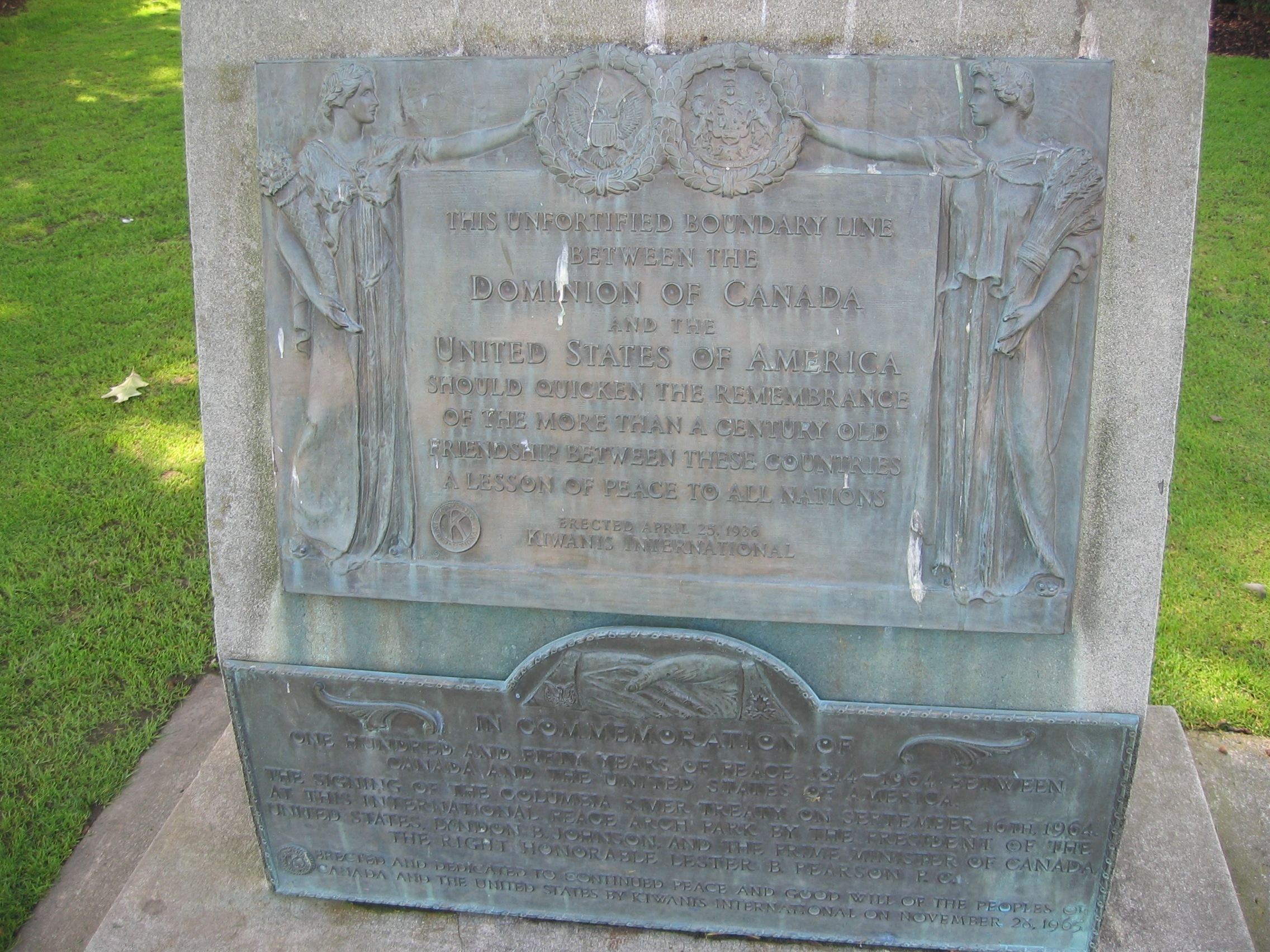